# 張讓
張讓（2世紀—189年），潁川人，東漢時的宦官，十常侍之首。

## 生平
張讓早年就入宮當宦官，漢桓帝時升為小黃門，到了漢靈帝即位時，升為中常侍並封為列侯。

### 封侯貴寵
漢靈帝時期，張讓的權力達到了巔峰，靈帝甚至說過：「張讓是我父，趙忠是我母。」。諸多大臣上書斥責宦官專權，大多被張讓害死，如劉郃、陽球、向栩、張鈞等。張讓還建議漢靈帝徵收「修宮捐」等苛捐雜稅，自身也對大臣收取賄賂。對當時東漢政局造成極大的破壞，可說是促使黃巾之亂等民變大量發生的主因之一。

### 戚宦之爭
中平六年(189年)，漢靈帝駕崩，大將軍何進和上軍校衛蹇碩爆發了衝突，使得靈帝下葬之日何進稱疾不出。後來在郭勝的幫助下，何進順利捕殺蹇碩，也開始動了誅殺全體宦官的念頭。在何進的強力要求及為何進所召來的前將軍董卓以進軍進逼京師的壓力下，何太后屈服，將所有中常侍、小黃門全體罷黜。張讓等前往向何進請罪，何進只指示他們可以各自返回封國，甚至何進的黨羽司隸校尉袁紹藉機通知各州郡逮捕宦官們的家屬，莫可奈何下張讓向他的兒媳，也是何太后的妹妹來求情，輾轉使得何太后心軟，下詔宦官們重新進宮服侍。
何進聽聞後入長樂宮晉見何太后，請求誅殺全體宦官。張讓等懷疑何進送葬時稱疾不出，現在卻身手矯健進出宮內，於是派人偷聽何進兄妹對話，才發現何進的陰謀。張讓等遂進行反擊，在宮內埋伏數十人，等到何進出宮後，再假借何太后有事召見，何進不疑有他進入宮內，馬上陷入張讓等人的包圍。張讓痛罵何進忘恩負義，尚方監渠穆趁機拔劍而上，在嘉德殿擊斬何進。張讓、段珪立即矯詔任命親近宦官的許相為司隸校尉，樊陵為河南尹。尚書們對詔書感到懷疑，張讓等便丟出何進的頭顱，宣告何進謀反，已經伏誅。
何進的部曲吳匡等在皇宮外聽聞何進噩耗，就偕同虎賁中郎將袁術攻入皇宮。張讓等前往裹脅何太后、皇帝劉辯以及陳留王劉協，但何太后為尚書盧植救走。而袁紹等更攻入寢殿。於是張讓、段珪挾持皇帝和陳留王出宮，逃到了小平津(今河南省洛陽市孟津縣東)，被盧植及洛陽中部掾閔貢追上。閔貢斥責張讓等，並手刃幾名衛士，張讓、段珪束手無策，拱手作揖，然後向劉辯下跪叩頭說：「我們死了，皇上保重。」之後便投黃河而死。

## 親屬
- 弟：張朔，野王令[12]
- 弟：張輿，陽翟令[13]
- 子：張奉，太醫令[14]

## 评价
- 张钧：「窃惟张角所以能兴兵作乱，万人所以乐附之者，其源皆由十常侍多放父兄、子弟、婚亲、宾客典据州郡，辜榷财利，侵掠百姓，百姓之冤无所告诉，故谋议不轨，聚为盗贼。宜斩十常侍，县头南郊，以谢百姓，又遣使者布告天下，可不须师旅，而大寇自消。」
- 董卓：「中常侍张让等，窃幸承宠，浊乱海内。」
- 张津：「黄门常侍权重日久。」
- 袁绍：「常侍张让等滔乱天常，侵夺朝威，贼害忠德，扇动奸党。」
- 范晔：「是时，让、忠及夏恽、郭胜、孙璋、毕岚、栗嵩、段珪、高望、张恭、韩悝、宋典十二人，皆为中常侍，封侯贵宠，父兄子弟布列州郡，所在贪贱，为人蠹害。」「自古丧大业绝宗禋者，其所渐有由矣。三代以嬖色取祸，嬴氏以奢虐致灾，西京自外戚失祚，东都缘阉尹倾国。成败之来，先史商之久矣。至于衅起宦夫，其略犹或可言。何者？刑余之丑，理谢全生，声荣无辉于门阀，肌肤莫传于来体，推情未鉴其敝，即事易以取信，加渐染朝事，颇识典物，故少主凭谨旧之庸，女君资出内之命，顾访无猜惮之心，恩狎有可悦之色。亦有忠厚平端，怀术纠邪；或敏才给对，饰巧乱实；或借誉贞良，先时荐誉。非直苟恣凶德，止于暴横而已。然莫邪并行，情貌相越，故能回惑昏幼，迷瞀视听，盖亦有其理焉。诈利既滋，朋徒日广，直臣抗议，必漏先言之间，至戚发愤，方启专夺之隙，斯忠贤所以智屈，社稷故其为墟。《易》曰：『履霜坚冰至。』云所从来久矣。今迹其所以，亦岂一朝一夕哉！」「任失无小，过用则违。况乃巷职，远参天机。舞文巧态，作惠作威。凶家害国，夫岂异归！」
- 于志宁：「昔易牙被任，变起齐邦；张让执钧，乱生汉室。」
- 李晔：「宦官之兴，肇于秦、汉。赵高、阎乐，竟灭嬴宗；张让、段珪，遂倾刘祚。」
- 刘克庄：「举国排阉尹，还乡少吊宾。太丘刍一束，全活几多人。」

## 艺术形象

### 登場作品
- 蒼天航路（王欣太）

### 影视形象
- 香港電視劇《貂蟬》（1987年）：铁孟秋
- 中國中央電視台電視劇《三國演義》（1994年）：谢志坚
- 中国中央电视台电视剧《武圣关公》（2004年）：习永刚
- 中國電視劇《曹操》（2014年）

## 延伸阅读
[在维基数据编辑]
 《後漢書·卷78》，出自范晔《後漢書》